# ジエンエストロール
ジエンエストロール（英：Dienestrol（INN、USAN））（商品名Dienoestrol、Denestrolin,、Dienol、その他多数）は、ジエノエストロール（BAN）としても知られ、米国およびヨーロッパで更年期障害の治療に使用されている、または使用されていたスチルベストロール群の合成非ステロイド性エストロゲン薬である 。男性の前立腺癌の治療にのため直腸投与による使用が研究されている。この薬は1947年にScheringにより米国でSynestrolとして、1948年にフランスでCycladieneとして導入された.。ジエネストロールはジエチルスチルベストロールのアナログに類似する 。エストラジオールのERαとERβに対する親和性はそれぞれの約223％と約404％である。

## 異性体

Dienestrol (unspecified) - CAS 84-17-3
E,E-Dienestrol - CAS 13029-44-2
Z,Z-Dienestrol - CAS 35495-11-5